# フランケンシュタイン (ミュージカル)
『フランケンシュタイン』（原題：프랑켄슈타인）は、小説『フランケンシュタイン』を元にした、韓国発のミュージカル。脚本・作詞はワン・ヨンボム、作曲はブランドン・リー。
忠武アートホール10周記念として製作され、2014年3月に初演された。メインキャストが一人二役を演じることで話題を呼んだ。
日本では東宝・ホリプロが製作し2017年1月に上演され、2025年4月より3度目の上演。

## 登場人物
二役目は怪物を除き、第二幕の闘技場のシーンのみに登場する。

### 主となる役
- ビクター・フランケンシュタイン-母の死をきっかけに生命創造を探求している科学者。
- アンリ・デュプレ-戦場でビクターに命を救われ、後に友となるがビクターの罪を被って刑死。
- エレン-ビクターの姉。
- ジュリア-ビクターの従妹であり婚約者。ステファンの娘。
- ルンゲ-ビクターに仕える執事。
- ステファン-ビクターとエレンのおじ、ジュリアの父、市長。父親が亡くなった後にビクターとエレンを引き取る。

### 二役目
- ジャック-闘技場の主。ビクターと同じ俳優が演じる。
- 怪物-ビクターが作り上げた存在。アンリと同じ俳優が演じる。
- エヴァ-闘技場の女主人、ジャックの妻。エレンと同じ俳優が演じる。
- カトリーヌ-闘技場の女中。ジュリアと同じ俳優が演じる。
- イゴール-ジャックの配下のピエロ。ルンゲと同じ俳優が演じる。
- フェルナンド-闘技場に貸し付けをしている金貸し。ステファンと同じ俳優が演じる。

## あらすじ
19世紀ヨーロッパ。科学者ビクター・フランケンシュタインが戦場でアンリ・デュプレの命を救ったことで、二人は固い友情で結ばれた。“生命創造”に挑むビクターに感銘を受けたアンリは研究を手伝うが、殺人事件に巻き込まれたビクターを救うため、無実の罪で命を落としてしまう。ビクターはアンリを生き返らせようと、アンリの亡き骸に自らの研究の成果を注ぎ込む。しかし誕生したのは、アンリの記憶を失った“怪物”だった。そして“怪物”は自らのおぞましい姿を恨み、ビクターに復讐を誓うのだった…。

## 音楽

### 第一幕
- ワーテルロー
- ただ一つの未来
- けれど君は
- 平和の時代
- 独り言
- 孤独な少年の物語
- 1杯の酒に人生を込めて
- 1杯の酒に人生を込めて～リプライズ
- 殺人者
- 僕はなぜ？
- 殺人者～リプライズ
- 君の夢の中で
- 偉大な生命創造の歴史が始まる
- また再び

### 第二幕
- 平和の時代～リプライズ
- あなたなしでは
- 行方不明
- 逃亡者
- 欲と血の世界
- お前は怪物だ！
- そこには…
- 人間のふり
- 生きるということは
- 欲と血の世界～リプライズ
- 俺は怪物
- 殺人者～リプライズⅡ
- その日に私が
- 絶望
- 今夜こそ
- ジュリアの死
- 後悔
- 傷
- 俺はフランケンシュタイン

## 日本での上演
| 公演年 | ビクター/ジャック | アンリ/怪物       | ジュリア/カトリーヌ | ルンゲ/イゴール | ステファン/フェルナンド | エレン/エヴァ |
| ------ | ----------------- | ----------------- | ------------------- | --------------- | ----------------------- | ------------- |
| 2017年 | 中川晃教 柿澤勇人 | 加藤和樹 小西遼生 | 音月桂              | 鈴木壮麻        | 相島一之                | 濱田めぐみ    |
| 2020年 | 中川晃教 柿澤勇人 | 加藤和樹 小西遼生 | 音月桂              | 鈴木壮麻        | 相島一之                | 露崎春女      |
| 2025年 | 中川晃教 小林亮太 | 加藤和樹 島太星   | 花乃まりあ          | 鈴木壮麻        | 松村雄基                | 朝夏まなと    |

### 関連メディア
2020年公演のDVDがホリプロから発売されている。中川/加藤ペア、柿澤/小西ペアの2バージョンで展開している。
日本公演の楽曲CDは発売されていないが、韓国でアンリ/怪物役を務めたKaiが「君の夢の中で」を日本語で歌ったものを自身の個人アルバムで収録している。（日本公演の同曲とは一部歌詞の訳が異なる）